# ピッサヌローク駅
ピッサヌローク駅（ピッサヌロークえき、タイ語:สถานีรถไฟพิษณุโลก）は、タイ王国北部ピッサヌローク県ムアンピッサヌローク郡にある、タイ国有鉄道北本線の駅である。

## 概要
ピッサヌローク駅は、タイ王国北部ピッサヌローク県の県庁所在地であり、人口28万人が暮らすムアンピッサヌローク郡にある。町の中心部に位置する為、利便性が良い。駅の正面側（西側）が、市街地である。当駅は一等駅であり、全ての列車が停車する。クルンテープ駅から389.28km地点にあり、特急列車利用で5時間程度である。
当駅は北本線のほぼ中間点にあたり、運行上も重要な要衝である。駅構内には乗務員基地および車両点検設備が設けられ、当駅を経由してバンコクとタイ北部を結ぶ長距離列車の多くが乗務員（機関士）の交代を行う。普通列車を中心に当駅終着または始発となる列車も多数あるほか、長距離列車の一部は当駅で増解結を行う。また、北本線は当駅を境に南側区間が列車集中制御装置、北側区間が連査閉塞式となっており（北本線はシラアット駅以北は通票閉塞方式である）、当駅は異なる閉塞方式の境界をなしている。

## 歴史
1897年3月26日にタイ官営鉄道最初の区間が、クルンテープ駅 - アユタヤ駅間に開業し、1900年12月21日に当初計画のナコンラチャシーマ駅まで完成した。この頃北本線をチエンマイまで整備する事なり、少しずつ延伸開業の後1908年1月24日に当駅まで完成した。当初は終着駅であったが、10か月後の1908年11月11日にバーンダーラー分岐駅まで延伸開業された事により中間駅となった、当駅開業の約14年後の1922年1月1日に、チエンマイ駅までの全通完成を見た。
- 1897年3月26日 【開業】クルンテープ駅 - アユタヤ駅 (71.08km)
- 1897年5月1日  【開業】アユタヤ駅 - バーンパーチー駅 (18.87km)
- 1901年4月1日  【開業】バーンパーチー駅 - ロッブリー駅 (42.86km)
- 1905年10月31日【開業】ロッブリー駅 - パークナムポー駅 (117.75km)
- 1908年1月24日 【開業】パークナムポー駅 - ピッサヌローク駅 (138.66km)
- 1908年11月11日【開業】ピッサヌローク駅 - バーンダーラー分岐駅 (69.03km)

## 駅構造
島式ホーム、片面ホームから成る旅客扱施設がある他、島式旅客ホームの下り方に更にもう一面のホームが縦列に配置された変則的な構内配線を有する。構内にはその他に貨物列車の着発線、貨物取扱施設、保線区等が設けられている。

## 駅周辺

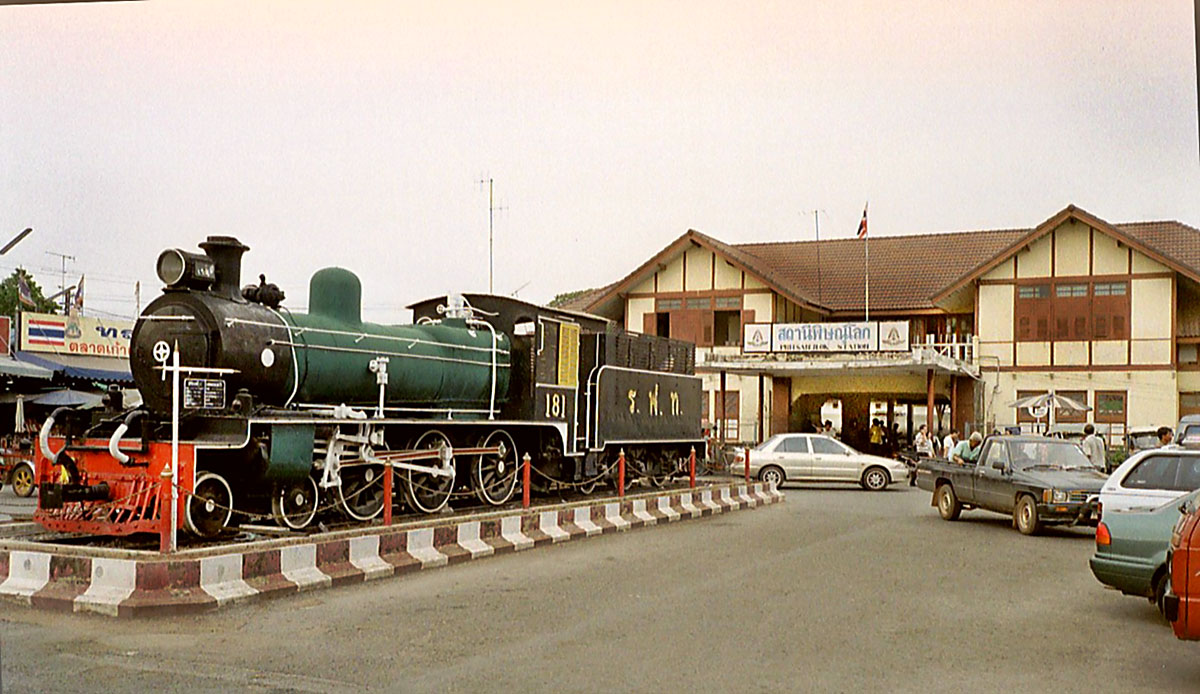
駅前に展示してある蒸気機関車181号機

- ピッサヌロークバスターミナル (2km)
- ピッサヌローク空港 (5km)

### 蒸気機関車
当駅駅前に、退役した蒸気機関車181号機（1919年N.B.L.Co.Hyde.Park製、製造番号22263）が静態保存されている。